# Мюнхен-Гакербрюке
48°08′31″ пн. ш. 11°32′55″ сх. д. / 48.141944444444° пн. ш. 11.548611111111° сх. д.
Хакербрюке (нім. Bahnhof München Hackerbrücke, нім. Hackerbrücke) — залізнична станція швидкісної залізниці міста Мюнхен, розташована у безпосередній близькості на захід від головного вокзалу Мюнхену.
Станція була відкрита в 1972 році на головній лінії міської залізниці Мюнхена під мостом Хакербрюке. 
Вона є особливо важливою під час Октоберфесту, оскільки вона знаходиться лише приблизно в 650 м від основного місця проведення подій Луки Терези. Мюнхен-Хакербрюкке обслуговується лініями S-Bahn 1-8. Тут не курсує лише лінія S-Bahn 20. У 2008 році станцією S-Bahn щодня користувалися 23 500 мандрівників.
11 вересня 2009 року на північ від залізничного вокзалу було відкрито центральний автовокзал Мюнхена.

## Транспортне сполучення

### Колійний розвиток
Станція, яка складається з центральної платформи довжиною 211 метрів, має дві колії та розташована безпосередньо перед 32‰ крутим входом у тунель S-Bahn. У безпосередній південній частині розташована станція Мюнхен-Головний, яка відстежує та контролює весь рух поїздів на головному вокзалі та прилеглих маршрутах (за винятком S-Bahn).

### Швидкістна залізниця
| Лінія | Маршрут | Частота | Частота в Година пік |
| ----- | --- | ------- | -------------------- |
| S1    | Аеропорт Мюнхен – Flughafen Besucherpark – Neufahrn – Eching – Lohhof – Unterschleißheim – Oberschleißheim – Фельдмохінг – Fasanerie – Мозах – Лайм – Гіршгартен – Доннерсбергербрюке – Хакербрюке – Головний вокзал – Karlsplatz (Stachus) – Марієнплац – Isartor – Rosenheimer Platz – Східний вокзал – Leuchtenbergring | 20 хв   | 20 хв                |
| S2    | Altomünster – Kleinberghofen – Erdweg – Arnbach – Markt Indersdorf – Niederroth – Schwabhausen – Bachern – Dachau Stadt – (Petershausen – Vierkirchen-Esterhofen – Röhrmoos – Hebertshausen –) Dachau – Karlsfeld – Allach – Untermenzing – Obermenzing – Лайм – Гіршгартен – Доннерсбергербрюке – Хакербрюке – Головний вокзал – Karlsplatz (Stachus) – Marienplatz – Isartor – Rosenheimer Platz – Східний вокзал – Leuchtenbergring – Berg am Laim – Riem – Feldkirchen – Heimstetten – Grub – Poing – Markt Schwaben – Ottenhofen – St. Koloman – Aufhausen – Altenerding – Erding | 20 хв   | 10 хв                |
| S3    | Маммендорф – Malching – Майзах – Gernlinden – Esting – Olching – Gröbenzell – Lochhausen – Langwied – Пазінг – Лайм – Хіршгартен – Доннерсбергербрюке – Хакербрюке – Головний вокзал – Karlsplatz (Stachus) – Marienplatz – Isartor – Rosenheimer Platz – Східний вокзал – St.-Martin-Straße – Giesing – Fasangarten – Fasanenpark – Unterhaching – Тауфкірхен – Furth – Дайзенгофен – Sauerlach – Оттерфінг – Гольцкірхен | 20 хв   | 10 хв                |
| S4    | Geltendorf – Türkenfeld – (Grafrath – Schöngeising –) Buchenau – Fürstenfeldbruck – Eichenau – Puchheim – Aubing – Leienfelsstraße – Пазінг – Лайм – Хіршгартен – Доннерсбергербрюке – Хакербрюке – Головний вокзал – Karlsplatz (Stachus) – Marienplatz – Isartor – Rosenheimer Platz – Східний вокзал – Leuchtenbergring – Berg am Laim – Trudering – Gronsdorf – Haar – Vaterstetten – Baldham – Zorneding – Eglharting – Kirchseeon – Grafing Bahnhof (– Grafing Stadt – Ebersberg)                                                                                                | 20 хв   | 10 хв                |
| S6    | Tutzing – Feldafing – Possenhofen – Starnberg – Starnberg Nord – Gauting – Stockdorf – Planegg – Gräfelfing – Lochham – Westkreuz – Пазінг – Лайм – Хіршгартен – Доннерсбергербрюке – Хакербрюке – Головний вокзал – Karlsplatz (Stachus) – Marienplatz – Isartor – Rosenheimer Platz – Східний вокзал – Leuchtenbergring – Berg am Laim – Trudering – Gronsdorf – Haar – Vaterstetten – Baldham – Zorneding – Eglharting – Kirchseeon – Grafing Bahnhof – Grafing Stadt – Ebersberg                                                                                                   | 20 хв   | 10 хв                |
| S7    | Wolfratshausen – Icking – Ebenhausen-Schäftlarn – Hohenschäftlarn – Baierbrunn – Buchenhain – Höllriegelskreuth – Pullach – Großhesselohe Isartalbahnhof – Solln – Siemenswerke – Mittersendling – Harras – Хаймаранплац – Доннерсбергербрюке – Хакербрюке – Головний вокзал – Karlsplatz (Stachus) – Marienplatz – Isartor – Rosenheimer Platz – Східний вокзал – St.-Martin-Straße – Giesing – Perlach – Neuperlach Süd – Neubiberg – Ottobrunn – Hohenbrunn – Wächterhof – Höhenkirchen-Siegertsbrunn – Dürrnhaar – Aying – Peiß – Großhelfendorf – Кройцштрасе                     | 20 хв   | 10 хв                |
| S8    | Хершинг – Seefeld-Hechendorf – Steinebach – Weßling – Neugilching – Gilching-Argelsried – Geisenbrunn – Germering-Unterpfaffenhofen – Harthaus – Freiham – Neuaubing – Westkreuz – Пазінг – Лайм – Хіршгартен – Доннерсбергербрюке – Хакербрюке – Головний вокзал – Karlsplatz (Stachus) – Marienplatz – Isartor – Rosenheimer Platz – Східний вокзал – Leuchtenbergring – Daglfing – Englschalking – Johanneskirchen – Unterföhring – Ismaning – Hallbergmoos – Flughafen Besucherpark – Аеропорт Мюнхен                                                                              | 20 хв   | 10 хв                |

### Міський громадський транспорт
Окрім станції S-Bahn, на сусідній вулиці Арнульфштрассе є однойменні зупинки трамваїв ліній 17 і 16. 